# Ichthyotomidae
Ichthyotomidae é uma família monotípica de de anelídeos poliquetas errantes, atualmente classificada dentro da ordem Phyllodocida, embora seja considerada de afinidade incerta. É representada por uma única espécie parasita. Essa espécie pertencia à família Calamyzidae, atualmente sinomizada com Chrysoptelidae.

## Caracterização
As características-chave dessa família são um único par de mandíbulas laterais, em formato de tesoura, além de maxilas delgadas. Descrições mais detalhadas da morfologia e fisiologia de Ichthyotomidae estão ausentes na literatura, o que revela a necessidade de estudos aprofundados.
A espécie mediterrânea Ichthyotomus sanguinarius, a única representante da família em questão, é parasita de peixes. Trata-se de um dos vários casos de poliquetas que vivem associados a outros organismos e se instalam como casais de fêmeas e machos vivendo no mesmo hospedeiro. Foi registrado parasitismo dessa espécie em barbatanas de enguias.

## Filogenia
Em 1962, Ichthyotomidae foi alocada em Eunicida, pertencente a Polychaeta. Posteriormente, em 1977, Ichthyotomidae foi classificada como uma superfamília não reconhecida, sem posição definida dentro de Polychaeta. Mais recentemente, essa classificação foi alterada, sendo Ichthyotomidae agrupado em Phyllodocida, que faria parte do grupo Aciculata, dentro de Palpata, este grupo irmão de Scolecida, todos dentro de Polychaeta. Aciculata, Palpata e Scolecida não são mais considerados táxons válidos, e atualmente a família é considerada como Phyllodocida incertae sedis, que reúne esta e outras famílias de afinidade incerta, dentro da ordem Phyllodocida.